# التوازين
التوازين هم مجموعة من القبائل استوطنوا مدينة بنقردان في تونس منذ نهاية القرن الثامن عشر. يعتقد أن أصلهم يرجع إلى المشرق العربي الذين غادروه لأسباب غير معروفة. سكنوا في البداية بتونس العاصمة، أين قرر جزء منهم الانتقال نحو جنوب البلاد أساساً إلى مدينة بنقردان ومدنين، كان مجال عمل التوازين هو الفلاحة والتجارة.

## أهم فروع التوازين
- الملالحة
- الكراينية،
- أولاد حامد،
- أولاد بوزيد،
- أولاد خليفة،
- أولاد مزطورة.
- أولاد عون الله
- زليطن

## مواضيع ذات صلة
- قبائل تونس